# Christian Christopher Holck (1698-1774)
 Der er flere personer med dette navn, se Christian Christopher Holck (1629-1676).
Christian Christopher greve Holck (født 24. august 1698, død 23. september 1774 i Nyborg) var en dansk officer.
Kun 3 år gammel mistede han sin fader, grev Flemming Holck, amtmand i Nyborg, der myrdedes i en båd på Storebælt; moderen, Margrethe Rodsteen, døde 1711. Ved køb erhvervede han allerede 1718 et kompagni i 3. jyske Kavaleriregiment og udnævntes til
ritmester; 1730 blev han sekondmajor, 1737 major med oberstløjtnants karakter, 1746 virkelig oberstløjtnant, 1758 oberst og chef for 2. jyske Kavaleriregiment og erholdt samme år generalmajors karakter. 1763 blev han hvid ridder, og året efter fik han enkedronningens orden. Efter 1766 at have taget sin afsked udnævntes han 1768 til generalløjtnant af kavaleriet.
Holck, der af samtiden ansås for at være en jævnt dygtig officer, arvede 1724 efter en ugift faster Orebygård, men om hans virksomhed som godsejer vides kun, at han led af en meget fremtrædende mani for at drive krybskytteri på sine naboers ejendomme. Holck døde 23. september 1774 i Nyborg. Han havde 8. september 1723 ægtet Ermegaard Sophie baronesse Winterfeldt (1. november 1702 – 25. marts 1756) og var far til Conrad Holck, Flemming Holck-Winterfeldt, Gustav Frederik Holck-Winterfeldt, Hilleborg Margrethe Holck og Margrethe Holck (de to brødre, der kom i besiddelse af baroniet Wintersborg, tog navnet Holck-Winterfeldt).